# Gillonnay
Gillonnay település Franciaországban, Isère megyében. Lakosainak száma 1020 fő (2022. január 1.). Gillonnay Brézins, La Côte-Saint-André, Mottier és Saint-Hilaire-de-la-Côte községekkel határos.

## Népesség
A település népességének változása:
| Lakosok száma | 541  | 656  | 704  | 924  | 989  | 1014 | 1012 | 1013 | 1013 | 1020 |
|               | 1968 | 1982 | 1990 | 2006 | 2013 | 2015 | 2017 | 2019 | 2020 | 2022 |